# Лудо сърце (филм, 2009)
Вижте пояснителната страница за други значения на Лудо сърце.
Лудо сърце (на английски: Crazy Heart) е американски филм от 2009 г.

## Актьорски състав
| Актьор         | Роля         |
| Джеф Бриджис   | Отис Блейк   |
| Маги Джиленхол | Джийн Крадък |
| Колин Фарел    | Томи Суийт   |
| Робърт Дювал   | Уейн Креймър |
| Пол Хърман     | Джак Грийн   |

## Награди и номинации
| Награда                              | Категория                          | Номиниран(и)                                 | Резултат  |
| ------------------------------------ | ---------------------------------- | -------------------------------------------- | --------- |
| Награди на филмовата академия на САЩ | Най-добра мъжка роля               | Джеф Бриджис                                 | награда   |
| Награди на филмовата академия на САЩ | Най-добра поддържаща женска роля   | Маги Джиленхол                               | номинация |
| Награди на филмовата академия на САЩ | Най-добра оригинална песен         | The Weary Kind (Райън Бингам, Т-Боун Бърнет) | награда   |
| Златен глобус                        | Най-добър актьор в драматичен филм | Джеф Бриджис                                 | награда   |
| Златен глобус                        | Най-добра оригинална песен         | The Weary Kind (Райън Бингам, Т-Боун Бърнет) | награда   |
| Награда на БАФТА                     | Най-добър актьор в главна роля     | Джеф Бриджис                                 | номинация |
| Награда на БАФТА                     | Най-добра филмова музика           | Стивън Брутон, Т-Боун Бърнет                 | номинация |